# Kožich plný blech
Kožich plný blech (v české distribuci též Flákači, v originále Lie Down with Dogs) je americký hraný film z roku 1995, který režíroval Wally White podle vlastního scénáře. Snímek měl světovou premiéru na Berlinale v únoru 1995.

## Děj
Tommie žije v New Yorku a nemá pořádnou práci, živí se rozdáváním letáků na Times Square. Když mu jeho kamarád oznámí, že odjíždí na prodloužený víkend do Provincetownu, rozhodne se tam odjet na celé léto. Po příjezdu ale zjistí, že je obtížné sehnat si zde práci i bydlení. Ubytování mu dočasně nabídne Michi, se kterým se seznámí. Poté střídá práci posluhy v domě a pomocníka v kuchyni. Seznámí se s Jihoameričanem Tomem, který ho ale jen využívá. Během návratu zpět do New Yorku si říká, jestli mu celý pobyt stál za to.

## Obsazení
| Wally White   | Tommie   |
| Bash Halow    | Guy      |
| James Sexton  | Eddie    |
| Darren Dryden | Ben      |
| Randy Becker  | Tom      |
| Wendy Adams   | Sally    |
| Michel Richoz | Michi    |
| Marti Cooney  | doktorka |